# Вівтар Геллера

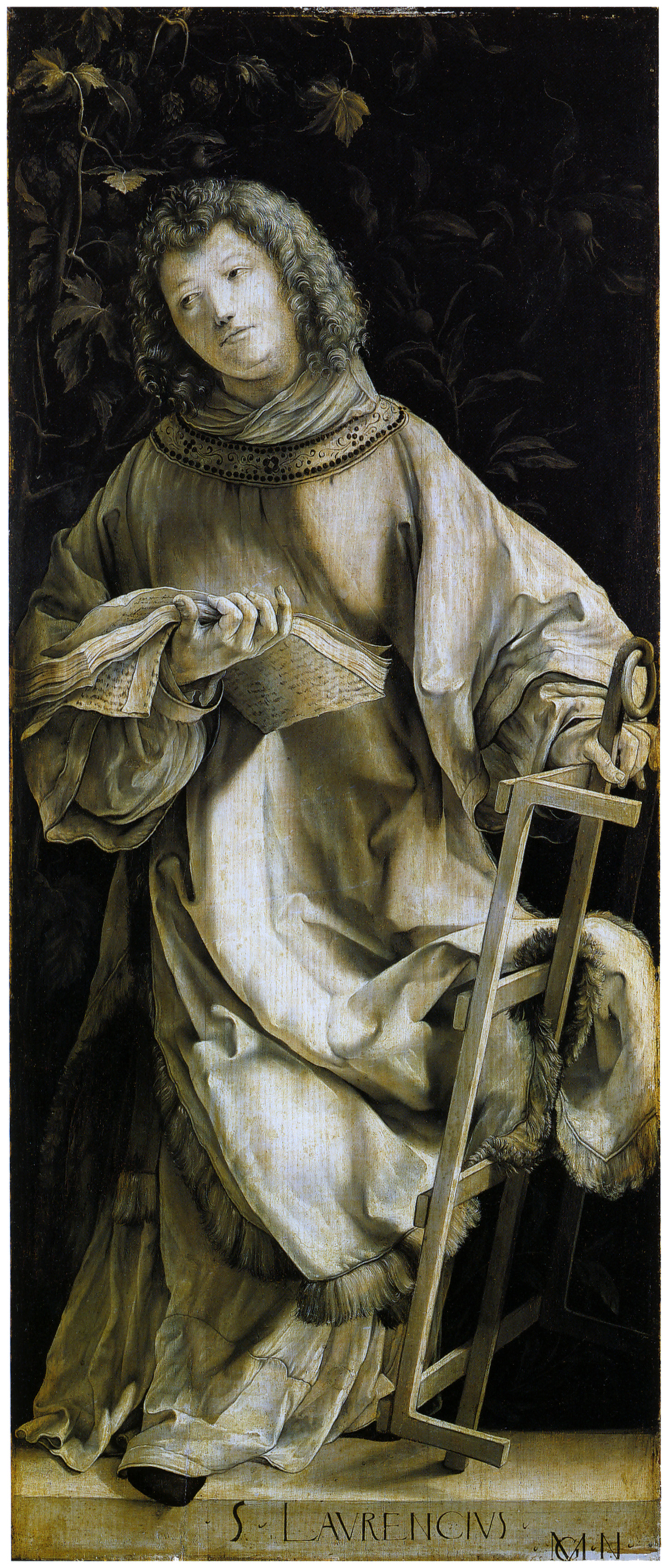
Панель Св.Лаврентій, Маттіас Грюневальд

«Вівтар Геллера» («Вівтар Вознесіння Марії») — вівтарний образ (триптих) Альбрехта Дюрера і Маттіаса Грюневальда. Був створений між 1507 і 1511 роками на замовлення патриція Якоба Геллера для церкви домініканського монастиря у Франкфурті-на-Майні. Частина вівтаря збереглась тільки в копії, виконаній у XVI столітті художником Йобстом Гаррігом.

## Історія створення
В кінці XV — першій чверті XVI століть домініканський монастир у Франкфурті-на-Майні прикрашався творами найкращих художників того часу, в тому числі Ганса Гольбайна старшого, майстра Франкфурта і Ганса Гріна. Для південного нефа монастирської церкви член франкфуртського муніципалітету і купець Якоб Геллер в 1507 році від свого імені та імені своєї дружини Катаріни замовив вівтарний образ.
Центральну частину вівтаря і дві внутрішні стулки повинен був виконати Альбрехт Дюрер, що працював у Нюрнберзі. Тільки чотири картини для лівої і правої зовнішніх стулок Геллер замовив — хоча вони повинні були виконуватися, як і перші, в особливо складній техніці гризайль — Маттіасу Грюневальду, який тоді, ймовірно, жив у Ашаффенбузі. Майстерня Дюрера свою частину роботи відправила у Франкфурт в серпні 1509 року. Збереглися адресовані Геллеру листи Дюрера з приводу роботи над вівтарем. Картини Матіаса Грюневальда були, ймовірно, виконані дещо пізніше: у період з 1509 по 1511 рік, таким чином вівтар міг бути встановлений у церкві найпізніше в 1511 році.
У 1614 році герцог Максиміліан Баварський придбав центральну частину вівтаря для своєї колекції творів мистецтва. Не пізніше 1617 року з роботи Дюрера нюрнберзьким художником Йобстом Гаррігом була виконана копія для вівтаря, що залишився у Франкфурті. Завдяки цій обставині в даний час можна уявити собі як виглядав оригінал Дюрера, який був втрачений в 1729 році при пожежі в Мюнхенській резиденції.
Під час секуляризації художні твори домініканського монастиря були розрізнені, в тому числі й Вівтар Геллера. Стулки були зняті з вівтаря в XVIII столітті, в 1804 році панелі були розділені. В теперішній час більша його частина знаходиться у Франкфурті. В Історичному музеї експонується реконструкція вівтаря з копією центральної частини Гарріга і виконаними в майстерні Дюрера картинами внутрішніх стулок.

## Сюжет
Основна композиція («Вознесіння і Коронування Діви Марії»), можливо, була виконанна від впливом «Вівтаря Одді» («Коронування Діви Марії», 1503) Рафаеля, який в одній картині поєднує два сюжети: Апостолів біля порожньої гробниці Марії та її Коронування. Невідомо, чи міг Дюрер бачити роботу Рафаеля безпосередньо в Перуджі, під час можливої поїздки до Риму наприкінці свого перебування у Венеції в 1506 році, або він познайомився з «Вівтарем Одді» через його гравіровані копії або малюнки.
Марію коронують Ісус і Бог Отець. Над її головою ширяє голуб, що позначає присутність Святого Духа. Церемонія відбувається, відповідно до іконографії, що склалася в Північній Європі, в оточенні безлічі ангелів. Композиція Коронування нагадує відому картину Ангеррана Картона (1454, Лувр, Париж).
За сценою спостерігають апостоли, які зібралися біля порожнього саркофага. Майже в центрі, але на задньому плані, Дюрер зобразив себе з дошкою в руках, на якій позначено рік закінчення роботи над картиною. Ліве крило — під сценою мучеництва святого Якова зображений уклінний донатор Якоб Геллер зі своїм гербом. На правому крилі зображено мучеництво Катерини Александрійської, внизу — дружина Геллера Катаріна фон Мелем з гербом. Вибір святих явно пов'язаний з іменами донаторів.

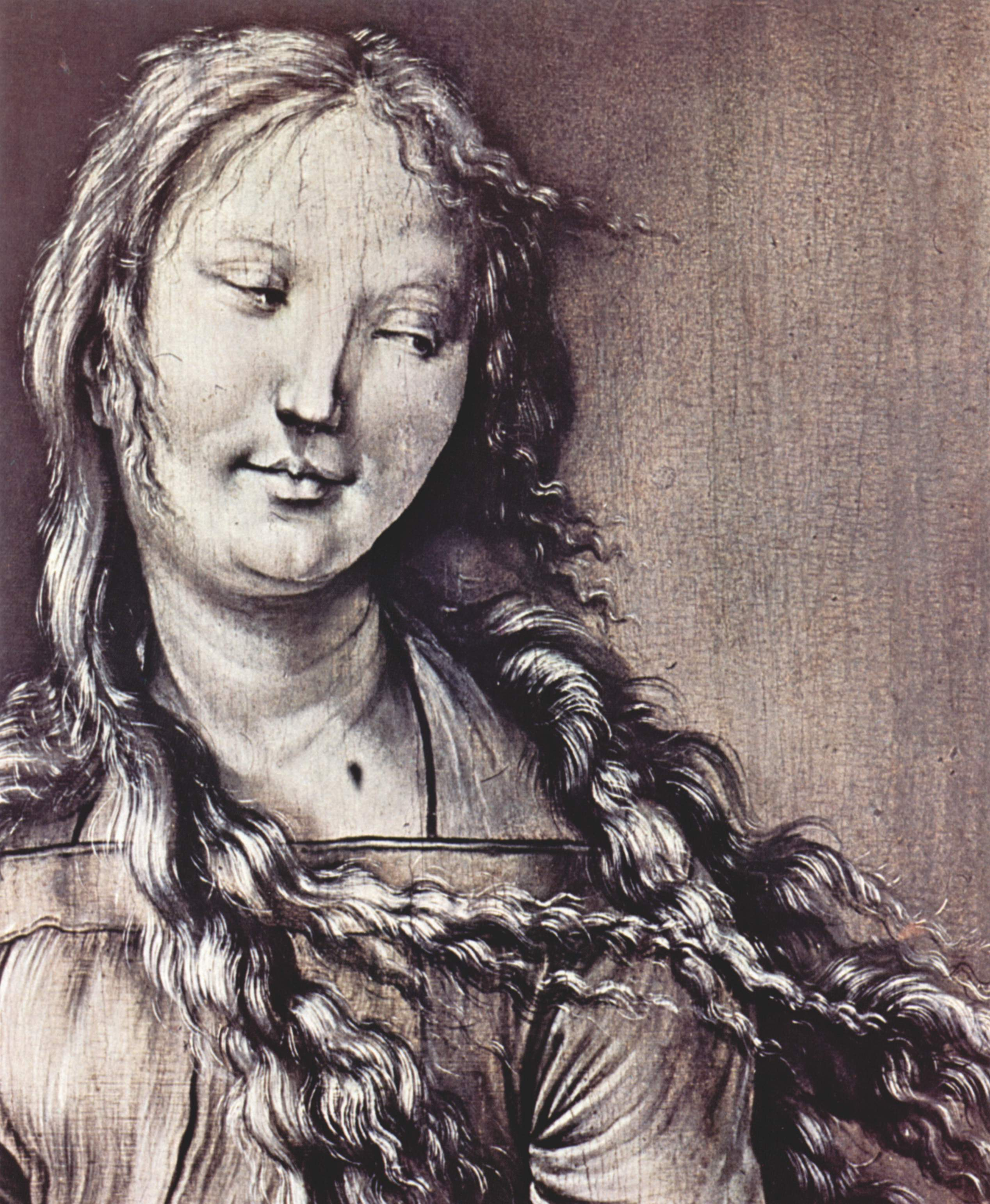
Свята мучениця, Матіас Грюневальд, фрагмент вівтарної стулки.

Картини для зовнішніх панелей виконані в техніці гризайлі. Відомі вісім монохромних частин вівтаря, на них зображені:
- Святий Киріак, який лікує доньку Діоклетіана (Грюневальд, нині — в Штеделевському інституті)
- Святий Лаврентій (Грюневальд, нині — в Штеделевському інституті)
- Свята Єлизавета Тюрингська (Грюневальд, нині — в Кунстгалле, Карлсруе)
- Свята мучениця, ймовірно, Луція (Грюневальд, нині — в Кунстгалле, Карлсруе)
- Святий Петро (майстерня Дюрера)
- Святий Павло (майстерня Дюрера)
- Святий Христофор (майстерня Дюрера)
- Тома Аквінський і два святих короля (майстерня Дюрера)